# Конкорд (самолет)
 Тази статия е за самолета.  За други значения вижте Конкорд.  
„Конкорд“ (на френски: Concorde, букв. „съгласие“) е англо-френски свръхзвуков пътнически самолет, един от двата типа (заедно с ТУ-144) свръхзвукови самолети, извършвали пътнически полети. Постигнатата скорост е малко повече от мах 2, като трансатлантическият полет с „Конкорд“ продължава около 3 часа и половина.
Излита за пръв път на 2 март 1969 г. Използван е от авиокомпаниите British Airways и Air France от 21 януари 1976 до 24 октомври 2003 г. Всяка от компаниите е имала по 7 самолета. За 27 години редовни и чартърни полети са превозени повече от 3 милиона пътници, общо самолетите са пролетели 243 845 часа. Последният „прощален“ полет е на 26 ноември 2003 г.

## Производство
Производството на „Конкорд“ е разделено между Франция и Великобритания, и приблизително съответства на разпределението при проектирането.
Разпределението на производството изглежда по следния начин:
- Sud Aviation (фр.) – централната част фюзелаж, основната част на крилата, ръбовете на крилата, вътрешните елевони (комбинирани елерон и кормило), хидравличните системи, системата за управление, навигационната система, автопилотът, радиооборудването, системите за кондициониране на въздуха и за осигуряване налягането на въздуха в кабината.
- BAC (англ.) – предната част на фюзелажа заедно с спускаемия носов обтекател, опашната част на фюзелажа с вертикалното оперение, външните елевони, въздухозаборниците на двигателите, електрическите системи, кислородното оборудване, горивната система, системите за управление на двигателя и тяхното контролно оборудване, противопожарната система, въздуховодите за климатизацията и за системата за поддържане на налягането, системите против заледяване.
- Rolls-Royce (анг.) – двигателите.
- SNECMA (фр.) – форсажните камери, соплата на двигателите и системата за реверс.
- Dassault (фр.) – краищата на крилата.
- Hispano-Suiza (исп.) – основните стойки на шасито.
- Messier (фр.) – носовата стойка на шасито.

Окончателният монтаж на „Конкордите“ става едновременно в два завода – в Тулуза и във Филтън (предградие на Бристъл).
Първият сериен самолет (№ 201, F-WTSB) се вдига във въздуха на 6 декември 1973 г. в Тулуза, след него, на 14 февруари 1974 г. го последва първият английски сериен „Конкорд“ (№ 202, G-BBDG). Общо, без да се смятат прототипите и предсерийните самолети, са произведени 16 серийни „Конкорда“, от които първите два, № 201 и 202, не са предавани за търговска експлоатация, а са служили за тестване и сертификация. Заедно с прототипите са построени общо 20 самолета (по 10 във всеки от заводите), както и редица комплекти резервни части за тях, след което производството е ограничено. Последният самолет, сериен номер 216 (G-BOAF), напуска завода във Филтън на 9 юни 1980 г.

## Пътуване
Най-забележителното преживяване с „Конкорд“ било, че той „изпреварвал залеза“. По време на полети рано вечерта от Париж или Лондон до САЩ самолетът е излитал по тъмно и е настигал слънцето – от кабината се е виждало как слънцето изгрява от запад.
По време на полет фюзелажът на самолета се удължава с около 300 mm заради нагряването на корпуса.

## Полети
Първият полет на самолета е през 1969 г. Той е най-сигурният пътнически самолет до единствената му катастрофа през 2000 г., ако се оценява броят на загинали пътници спрямо изминатото разстояние.

### Катастрофата
При полет 4590 на „Ер Франс“ от летище „Шарл де Гол“ в Париж до летище „Джон Ф. Кенеди“ в Ню Йорк на 25 юли 2000 г. 16:40 ч. лявото крило на самолета се запалва при излитане и той катастрофира. Всички пътници и екипажът загиват, както и 4 души на земята. Причината е метално парче върху пистата, отчупило се от DC-10 броени минути преди полета на „Конкорд“. При излитането на самолета една от гумите му се пука от отломката и, поради въртящата се с висока скорост и под налягане гума, откъснато парче от нея пробива един от резервоарите на лявото крило, откъдето потича гориво. Последва пожар в лявото крило и самолетът губи мощността на двата си леви двигателя. Въпреки че успява да излети, той се разбива малко след това, като причинява смъртта на четирима души на земята, както и на всички 109 души на борда (100 пътници и 9-членен екипаж).

### Прекратяване
На 10 април 2003 г. British Airways и Air France едновременно обявяват, че ще прекратят полетите на „Конкорд“ по-късно през годината. Те посочват нерентабилността на „Конкорд“ поради по-ниския брой пътници след катастрофата от 2000 г., намаляването на пътниците след атаките на Световния търговски център в Ню Йорк през 2001 г., както и повишените разходи за гориво и поддръжка.

## Възобновяване на полетите
В течение на 12 години се смята, че „Конкорд“ никога няма да полети отново. Група експерти през 2016 г. обаче са уверени, че самолетът може да възобнови полетите си до 2020 г..

## Галерия
- Concorde 001, 2 март 1969
- Кокпитът на „Конкорд“
- ТУ-144 и „Конкорд“ в музей Sinsheim
- Самолет „Конкорд“ на British Airways